# Бобров Володимир Іванович
Володимир Іванович Бобров (нар.11 липня 1915, Луганськ, Катеринославська губернія, Російська імперія — 28 березня 1970 Харків, Українська РСР, СРСР) — радянський льотчик-ас, полковник, учасник Громадянської війни в Іспанії і німецько-радянської війни, Герой Радянського Союзу (1991).

## Біографія

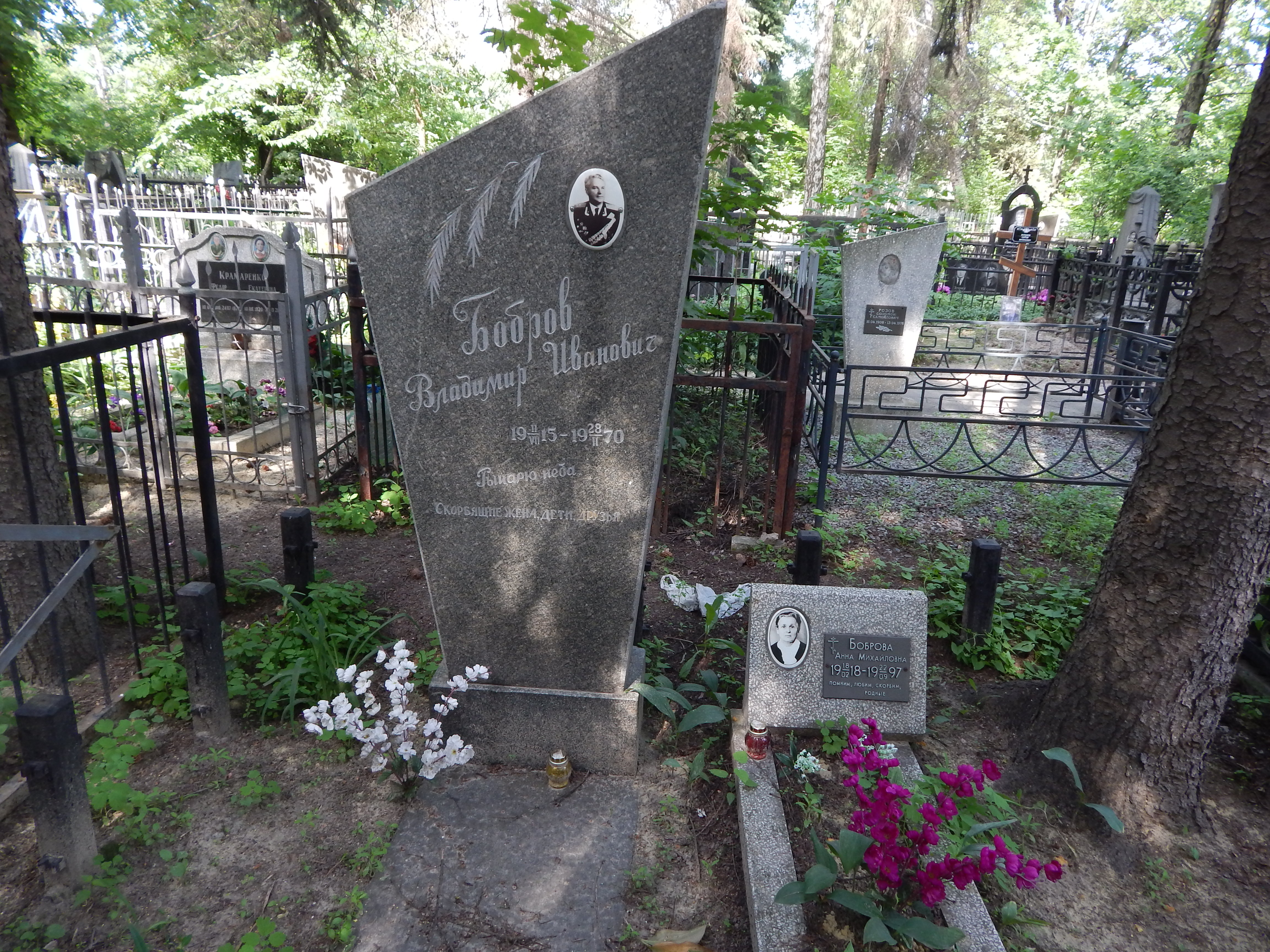
Могила на Дев'ятому міському кладовищі Харкова

Володимир Бобров народився 11 липня 1915 року в Луганську в робітничій сім'ї. У 1930 році закінчив десять класів школи, в 1932 році — школу фабрично-заводського учнівства, після чого працював бригадиром слюсарів на Луганському паровозоремонтному заводі. У 1934 році був призваний на службу в Робітничо-селянську Червону Армію. У 1936 році закінчив військову школу пілотів, в 1941 році — вищі авіаційні курси удосконалення командирів ескадрилій, в тому ж році вступив в ВКП(б). У березні-серпні 1938 року брав участь у громадянській війні в Іспанії, в ході якої особисто збив 13 літаків франкістів і 4 — в групі(за іншими даними — 4 особисто і 13 в групі). З першого дня Великої Вітчизняної війни — на її фронтах. У перший же день війни збив німецький літак He-111. Незабаром Бобров був підбитий, отримав поранення та опіки, і був госпіталізований.
Після одужання Бобров брав участь в боях на Північно-Західному, Прибалтійському, Калінінському, 1-му Українському фронтах. 4 квітня 1943 року став командиром 27-го винищувального авіаполку. На початку 1944 року Бобров був відсторонений від командування полком, за деякими даними, це сталося через особисту неприязнь представників вищого командного складу. Олександр Покришкін запросив Боброва в свою 9-у гвардійську винищувальну авіадивізію, де він став командиром 104-го гвардійського винищувального авіаполку.
До 24 липня 1944 року Бобров зробив 424 бойових вильоти, в ході яких провів 112 повітряних боїв, збив 23 літака особисто і 11 — в групі. За іншими даними (Бодрихин Микола. Радянські аси. Нариси про радянських льотчиків) в двох війнах: 577 бойових вильотів, 159 повітряних боїв, 43 особисті і 24 групові перемоги, 11 серпня 1944 року Бобров був представлений до звання Героя Радянського Союзу, однак головний маршал авіації Новіков і генерал-полковник авіації Вершинін «від представлення утрималися». Полк Боброва брав участь в ряді наступальних операцій, в тому числі прориві німецької оборони на річці Ниса-Лужицька і Берлінській операції.
Місця служби:
- 237-й винищувальний авіаційний полк (237-й ІАП) 07.1941 ÷ 02.1942 Командир полку.
- 521-й винищувальний авіаційний полк (521-й ІАП) 02.1942 ÷ 11.1942 Командир полку.
- 21-й винищувальний авіаційний полк (21-й ІАП)[4] 20.10.1942 ÷ 17.11.1942 Командир полку.
- 161-й винищувальний авіаційний полк (161-й ІАП) 12.1942 ÷ 04.1943 Командир полку.
- 27-й винищувальний авіаційний полк (27-й ІАП) / 129-й гвардійський винищувальний авіаційний полк (129-й гв.іап) 04.1943 ÷ 03.1944 Командир полку.
- 190-я винищувальна авіаційна дивізія (190-я иад) 03.1944 ÷ 04.1944 Інспектор з техніки пілотування.
- 104-й гвардійський винищувальний авіаційний полк (104-й гв.іап) 05.1944 ÷ 05.1945 Командир полку.

Після закінчення війни Бобров продовжив службу в Радянській Армії. У 1952 році він закінчив курси удосконалення командирів і начальників штабів авіадивізій при Військово-повітряній академії. У 1960 році в званні полковника був звільнений в запас. У 1966 році Бобров закінчив юридичний інститут, після чого працював заступником директора інституту «Гіпрокоммунстрой». Проживав в Харкові, помер 28 березня 1970 року.
Указом Президента СРСР від 20 березня 1991 року за «мужність і військову доблесть, проявлені в роки Великої Вітчизняної війни» гвардії підполковник Володимир Бобров посмертно був удостоєний високого звання Героя Радянського Союзу. Орден Леніна і медаль «Золота Зірка» за номером 11645 були вручені рідним Боброва.
Був нагороджений двома орденами Леніна, чотирма орденами Червоного Прапора, орденами Суворова 3-го ступеня, Олександра Невського, Вітчизняної війни 1-го ступеня, двома орденами Червоної Зірки, а також іноземним орденом і кількома медалями.